# Gilbert
Gilbert je priimek več znanih oseb:

## A
- Alfred Gilbert (1854—1934), angleški kipar

## B
- Billie Gilbert (1894—1971), ameriški igralec

## C
- Cass Gilbert (1859—1934), ameriški arhitekt

## D
- David Gilbert (*1981), angleški igralec snookerja
- Davies Gilbert (1767—1839), angleški inženir, pisatelj in politik

## E
- Elizabeth Gilbert (*1969), ameriška pisateljica

## G
- Grove Karl Gilbert (1843—1918), angleški zdravnik

## H
- Henry Franklin Belknap Gilbert (1868—1928), ameriški skladatelj
- Humphrey Gilbert (~1539—1583), angleški pustolovec, vojskovodja in poslanec

## J
- Jean Gilbert (1879—1942), nemški skladatelj s pravim imenom Max Winterfeld
- John Gilbert (igralec) (1895—1936), ameriški igralec
- John Gilbert (slikar) (1817—1897), angleški slikar in ilustrator

## L
- Lewis Gilbert (1920–2018), britanski filmski režiser

## M
- Michael Gilbert (1912—2006), angleški pisatelj kriminalnih romanov

## N
- Nicolas Augustin Gilbert (1858—1927), francoski zdravnik

## R
- Robert Gilbert (1899—1978), nemški skladatelj

## S
- Seymour Parker Gilbert (1892—1938), ameriški finančni strokovnjak
- Stephen Gilbert (1910—2007), škotski slikar in kipar

## W
- Walter Gilbert (*1932), ameriški biokemik, nobelovec leta 1980
- William Gilbert (1544—1603), angleški fizik, filozof in zdravnik
- William Schwenck Gilbert (1836—1911), angleški pesnik